# Lucky Kid
Lucky Kid (Kid Lucky) ist eine 1995 begonnene frankobelgische Comicserie um die Jugend des berühmten Cowboys Lucky Luke. In Deutschland erschienen die Bände im Ehapa-Verlag in der gleichen Serie wie die Alben mit dem erwachsenen Cowboy.

## Handlung
Der Waisenjunge Lucky Luke ist mit seinem väterlichen Trapper Old Timer im Westen unterwegs. Auf diesen Reisen rettet er das Fohlen Jolly Jumper und hat eine erste Begegnung mit den jungen Daltons. In späteren Episoden wird seine Kindheit bei einer Pflegemutter in Nothing Gulch erzählt. Während Am Fluss der rosa Biber und Oklahama Jim jeweils aus einer albenfüllenden Geschichte bestehen, sind die späteren Bände von Achdé vielmehr Zusammenstellungen von kurzen, normalerweise eine Seite langen Geschichten. 
Im Band Lucky Kid (2011) wird die Geschichte um die Geburt von Lucky Luke erzählt. Auf den restlichen Seiten befinden sich Einseiter, welche sich mit der Kindheit Lukes befassen.

## Hintergrund
Morris gab Jean Léturgie und Pearce die Möglichkeit, eine Serie über die Jugendzeit von Lucky Luke zu beginnen. Die Zeichnungen stammten von Pearce, der seinen Stil demjenigen von Morris anpasste. Vor der Ausgabe des zweiten Bandes kam es zu Unstimmigkeiten zwischen Pearce und Lucky Productions. Das Album wurde nicht verkauft, sondern als Gratisbeilage veröffentlicht, welche heute als seltenes Sammlerobjekt gilt. Morris stellte die Serie ein. Erst 2011 nahm Achdé die Idee wieder auf und schrieb mit Lucky Kid den ersten Lucky-Luke-Band, der nicht eine durchgehende Geschichte erzählte, sondern einseitige Kurzgeschichten.

## Veröffentlichungen
Lucky Productions veröffentlichte die ersten zwei Alben. In der französischen Originalausgabe wurde der dritte Band von Lucky Comics als eigenständige Serie herausgebracht. Wie im Original gab Ehapa den ersten Band gesondert heraus. In der Zwischenzeit integrierte Ehapa alle Alben in die Reihe der Lucky-Luke-Alben.

## Albenausgaben in deutscher Sprache
- 1995: Am Fluss der rosa Biber (Kid Lucky, 44 Seiten; Band 82) – Lucky Kid trifft Jolly Jumper
- 1997: Oklahoma Jim (Oklahoma Jim, 44 Seiten; Band 73) – Lucky Kid und die Daltons
- 2011: Lucky Kid (L’apprenti cow-boy, 44 Seiten; Band 89) – Lucky Kid als Findelkind
- 2013: Ein starker Wurf (Lasso périlleux, 44 Seiten; Band 91)
- 2016: Martha Pfahl (Statue Squaw, 44 Seiten; Band 94)
- 2018: Mitten ins Schwarze (Suivez la flèche; Band 96)
- 2020: Volle Fahrt voraus (Kid Lucky Tome 5: Kid ou double; Band 98)